# Micaela de Luján
Micaela de Luján, född 1570, död 1614, var en spansk skådespelare. Hon tillhörde de första kvinnliga skådespelarna i Spanien. Hon hade ett förhållande med Lope de Vega och förekommer i hans verk under namnet Carmila Lucinda. 